# 442
Năm 442 là một năm trong lịch Julius.